# Walter Ciofani
Pour les articles homonymes, voir Ciofani.
Walter Ciofani (né le 17 février 1962 à Sedan) est un athlète français, spécialiste du lancer du marteau. 

## Biographie
Walter Ciofani est champion de France du lancer du marteau à cinq reprises, de 1983 à 1987. Il est marié à la Camerounaise Jeanne Ngo Minyemeck. Leur fille Audrey Ciofani est, elle aussi, lanceuse de marteau : elle termine 4e aux championnats du monde junior à Eugene aux États-Unis (ORG) en lançant à 63.30 mètres et est championne d'Europe junior. Une autre de leurs filles, Anne-Cécile Ciofani, est une joueuse de rugby à sept internationale, médaillée d'argent aux Jeux olympiques d'été de 2020, élue meilleure joueuse de rugby à 7 de l’année 2021 par World Rugby.

### Palmarès
| Date | Compétition             | Lieu        | Résultat | Performance |
| ---- | ----------------------- | ----------- | -------- | ----------- |
| 1984 | Jeux olympiques         | Los Angeles | 8e       | 73,46 m     |
| 1987 | Championnats du monde   | Rome        | 11e      | 75,34 m     |
| 1989 | Jeux de la Francophonie | Rabat       | 2e       | 72,18 m     |
| 1991 | Championnats du monde   | Tokyo       | 6e       | 76,48 m     |
| 1994 | Jeux de la Francophonie | Paris       | 3e       | 71,72 m     |

### Records
| Épreuve           | Performance | Lieu            | Date        |
| ----------------- | ----------- | --------------- | ----------- |
| Lancer du marteau | 78,50 m     | Bourg-en-Bresse | 25 mai 1985 |